# ASV Burglengenfeld
Der Allgemeine Sportverein Burglengenfeld e. V. (kurz ASV Burglengenfeld) ist ein Sportverein aus der Oberpfälzer Stadt Burglengenfeld.

## Geschichte
Der Verein wurde 1945 als Rechtsnachfolger des 1933 von den Nationalsozialisten aufgelösten Freien Turn- und Sportvereins gegründet. Es wurde zunächst nur Fußball gespielt. In den folgenden Jahren kamen weitere Abteilungen hinzu: Handball (1950), Tischtennis (1952), Ski (1955), Gewichtheben (1967), Versehrtensport (1968), Damengymnastik (1971), Schach (1971), Wandern (1972), Kegeln (1977), Faustball (1980), Tennis (1981), Kickboxen (1987) und Judo (1994).
Die Fußballabteilung spielte zwischen 1971 und 1985 elf Spielzeiten in der damals viertklassigen bayerischen Landesliga. Dreimal gelang die Qualifikation für die erste Hauptrunde um den DFB-Pokal.
In der Saison 2014/15 gelang die Qualifikation für die Bayernliga über die Relegation. Seit 2016 spielt man jedoch wieder in der Landesliga.

### Teilnahmen am DFB-Pokal
| Jahr    | Datum                 | Heimmannschaft     |   | Gastmannschaft   | Ergebnis  |
| ------- | --------------------- | ------------------ | - | ---------------- | --------- |
| 1978/79 | So 06. Aug. 15:00 Uhr | ASV Burglengenfeld | – | SC Viktoria Köln | 1:4       |
| 1980/81 | So 31. Aug. 14:30 Uhr | ASV Burglengenfeld | – | VfB Wissen       | 2:3       |
| 1983/84 | Sa 27. Aug. 15:30 Uhr | ASV Burglengenfeld | – | KSV Baunatal     | 2:1 n. V. |
|         | Sa 08. Okt. 15:30 Uhr | ASV Burglengenfeld | – | Werder Bremen    | 0:3       |